# العلاقات السريلانكية المنغولية
العلاقات السريلانكية المنغولية هي العلاقات الثنائية التي تجمع بين سريلانكا ومنغوليا.

## مقارنة بين البلدين
هذه مقارنة عامة ومرجعية للدولتين:
| وجه المقارنة                                              | سريلانكا                         | منغوليا         |
| --------------------------------------------------------- | -------------------------------- | --------------- |
| المساحة (كم2)                                             | 65.61 ألف                        | 1.57 مليون      |
| عدد السكان (نسمة)                                         | 21.44 مليون                      | 3.08 مليون      |
| الكثافة السكانية (ن./كم²)                                 | 326.78                           | 1.96            |
| العاصمة                                                   | سري جاياواردنابورا كوتي، كولمبو  | أولان باتور     |
| اللغة الرسمية                                             | اللغة السنهالية، اللغة التاميلية | اللغة المنغولية |
| العملة                                                    | روبية سريلانكي                   | توغروغ منغولي   |
| الناتج المحلي الإجمالي (بليون دولار)                      | 87.17 مليار                      | 11.49 مليار     |
| الناتج المحلي الإجمالي (تعادل القوة الشرائية) بليون دولار | 246.62 مليار                     | 36.16 مليار     |
| الناتج المحلي الإجمالي الاسمي للفرد دولار أمريكي          | 3.93 ألف                         | 3.97 ألف        |
| الناتج المحلي الإجمالي للفرد دولار أمريكي                 | 11.11 ألف                        | 11.95 ألف       |
| مؤشر التنمية البشرية                                      | 0.757                            | 0.727           |
| رمز المكالمات الدولي                                      | +94                              | +976            |
| رمز الإنترنت                                              | .lk،                             | .mn             |
| المنطقة الزمنية                                           | ت ع م+05:30                      | ت ع م+08:00     |

## مدن متوأمة
في ما يلي قائمة باتفاقيات التوأمة بين مدن سريلانكية ومنغولية:
- ترتبط كولمبو مع أولان باتور باتفاقية توأمة منذ 2003.

## منظمات دولية مشتركة
يشترك البلدان في عضوية مجموعة من المنظمات الدولية، منها:
| علم المنظمة | اسم المنظمة                               | تاريخ انضمام سريلانكا | تاريخ انضمام منغوليا |
| ----------- | ----------------------------------------- | --------------------- | -------------------- |
|             | بنك التنمية الآسيوي                       | 1966                  | 1991                 |
|             | مؤسسة التنمية الدولية                     | 27 يونيو 1961         | 14 فبراير 1991       |
|             | يونسكو                                    | 14 نوفمبر 1949        | 1 نوفمبر 1962        |
|             | وكالة ضمان الاستثمار متعدد الأطراف        | 27 مايو 1988          | 21 يناير 1999        |
|             | الأمم المتحدة                             | 14 ديسمبر 1955        | 27 أكتوبر 1961       |
|             | الاتحاد البريدي العالمي                   | ?                     | ?                    |
|             | البنك الدولي للإنشاء والتعمير             | 29 أغسطس 1950         | 14 فبراير 1991       |
|             | منتدى آسيان الإقليمي ‏                     | ?                     | ?                    |
|             | الاتحاد الدولي للاتصالات                  | 1897                  | 27 أغسطس 1964        |
|             | منظمة حظر الأسلحة الكيميائية              | ?                     | ?                    |
|             | مؤسسة التمويل الدولية                     | 20 يوليو 1956         | 14 فبراير 1991       |
|             | المركز الدولي لتسوية المنازعات الاستشارية | 11 نوفمبر 1967        | 14 يوليو 1991        |
|             | منظمة التجارة العالمية                    | ?                     | ?                    |
|             | منظمة الشرطة الجنائية الدولية             | ?                     | ?                    |

## وصلات خارجية
- موقع وزارة الخارجية السريلانكية
- موقع وزارة الخارجية المنغولية